# Dickson (Alberta)
Dickson est un hameau (hamlet) du Comté de Red Deer, situé dans la province canadienne d'Alberta.

## Démographie
En tant que localité désignée dans le recensement de 2011, Dickson a une population de 60 habitants dans 25 de ses 26 logements, soit une variation de -22.1% par rapport à la population de 2006. Avec une superficie de 0,173 7 km2, le hameau possède une densité de population de 345,423 1 hab/km2 en 2011.
Concernant le recensement de 2006, Dickson abritait 77 habitants dans 30 de ses 33 logements. Avec une superficie de 0,173 7 km2, le hameau possédait une densité de population de 443,3 hab/km2 en 2006.